# Rheinisch-Westfälische Kirchenordnung

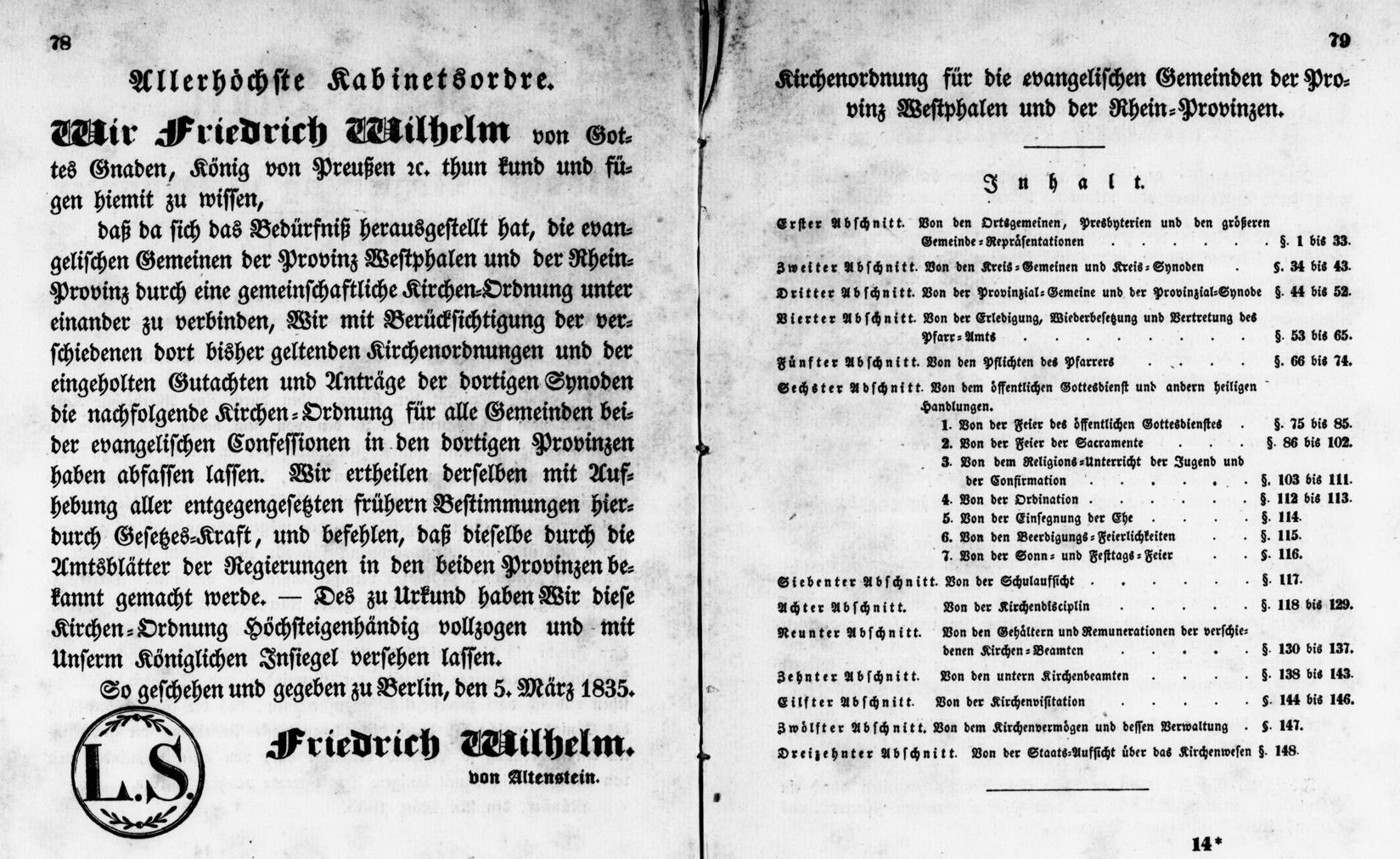
Rheinisch-westfälische Kirchenordnung (1835): Königliche Kabinettsordre und Inhaltsverzeichnis

Die Rheinisch-Westfälische Kirchenordnung (RWKO) von 1835 war eine Kirchenordnung, die durch ihre Verbindung der presbyterial-synodalen Ordnung mit der traditionellen Konsistorialverfassung zum Vorbild für viele weitere evangelische Kirchenordnungen des 19. und 20. Jahrhunderts wurde. Innerhalb des evangelischen Landeskirche im Königreich Preußen galt sie nur für die Rheinprovinz und die Provinz Westfalen.

## Hintergrund
In den Herzogtümern Jülich-Kleve-Berg hatte die Reformation zwar Fuß gefasst, war aber nicht auf obrigkeitlichem Weg durchgesetzt worden, so dass kein landesherrliches Kirchenregiment bestand. Die mehrheitlich reformierten Gemeinden hatten sich zunächst an die Organisation der Niederländisch-reformierten Kirche angeschlossen und folgten den beim Weseler Konvent von 1568 festgelegten Prinzipien der presbyterial-synodalen Ordnung. Auf der Duisburger Generalsynode von 1610 gaben sich die reformierten Gemeinden eine gemeinsame Organisation, die durch die Kirchenordnungen von 1662 (für das inzwischen preußische Kleve-Mark) und 1671 (für das Pfalz-Neuburgische Jülich-Berg) abgeschlossen wurde. In Kleve-Mark gaben sich auch die lutherischen Gemeinden 1687 eine Kirchenordnung, in der – im Gegensatz zu den anderen lutherischen Kirchen in Deutschland – die presbyterial-synodale Ordnung durchgesetzt war.
Als diese Gebiete durch den Wiener Kongress 1815 zu Kerngebieten der neuen preußischen Westprovinzen wurden, bestand in den Gemeinden die Erwartung, dass die traditionelle Selbstregierung der Kirche zumindest erhalten bleiben, vielleicht aber zum Vorbild für die gesamten Westprovinzen oder gar das gesamte Königreich werden sollte. In diesem Sinne traten viele Theologen aus dem Rheinland und Westfalen (z. B. Wilhelm Bäumer, Wilhelm Ross), aber auch aus Berlin (z. B. Friedrich Schleiermacher) in Schriften und Eingaben für die Einführung einer presbyterial-synodalen Kirchenverfassung ein. Tatsächlich initiierte König Friedrich Wilhelm III. 1817 eine Reform der Kirchenverfassung für die gesamte Monarchie, über die 1819 Provinzialsynoden berieten. 1821 beendete der König jedoch die Verfassungsdiskussion, weil im Zeitalter der Restauration jeder Anklang an demokratische Tendenzen verpönt war. Selbst in den Westprovinzen sollte die evangelische Kirche konsistorial verfasst sein, auch wenn die Synoden (als reine Geistlichkeitssynoden) weiterhin tagen konnten. 1828 wurden zudem in allen Provinzen Generalsuperintendenten eingesetzt und somit ein Element der episkopalen Kirchenverfassung eingeführt.
Weil der König aber seine unierte Agende in allen preußischen Provinzen durchsetzen wollte, sah er sich im Rheinland und Westfalen zu einer Konzession gezwungen. In längeren Verhandlungen wurde der Entwurf einer Kirchenordnung erarbeitet, der den Anhängern der presbyterial-synodalen Kirchenverfassung entgegenkam; am 5. März 1835 wurde die Kirchenordnung durch Kabinettsordre in Kraft gesetzt.

## Inhalt
Die Kirchenordnung enthielt in 148 Paragraphen die Bestimmungen über die Organisation des kirchlichen Lebens auf drei Ebenen: zuerst auf der Ebene der Ortsgemeinden (§§ 1–33), in denen Presbyterien die Leitung innehatten (in Gemeinden mit mehr als 200 Mitgliedern gab es zusätzlich größere Gemeindevertretungen), dann auf der Ebene der „Kreisgemeinden“ (§§ 34–43; nach heutiger Begrifflichkeit Kirchenkreise), in denen Kreissynoden bestanden, und der „Provinzial-Gemeinde“ (§§ 44–52), für die es jeweils eine rheinische und westfälische Provinzialsynode gab. Weitere Abschnitte behandelten die Wahl und die Aufgaben der Pfarrer (§§ 53–74), den Gottesdienst und die Amtshandlungen (§§ 75–116) und Fragen der Aufsicht und Visitation (§§ 117–147). Mit § 148 ist allerdings klargestellt, dass die Synoden nur beratende Funktionen hatten, die eigentliche Kirchengewalt sowie die äußerliche Kirchenhoheit aber bei den staatlichen Behörden blieb. Die Provinzialkonsistorien in Koblenz und Münster übten in Verbindung mit den vom König eingesetzten Generalsuperintendenten die Disziplinargewalt aus. Damit waren zwar drei der vier Forderungen der presbyterial-synodalen Bewegung durchgesetzt, die Wahl der Pfarrer durch die Gemeinden, die Zusammensetzung aller Gremien durch Pfarrer und gewählte Repräsentanten und die Leitung der Synode durch dazu auf Zeit gewählte Amtsträger; die entscheidende Forderung, nämlich die Ausübung der Kirchengewalt durch die Synoden, blieb aber unerfüllt. Daher ist die RWKO oft als „Mischsystem“ charakterisiert worden, oder als ein „Kompromiß, der die beiden an sich entgegengesetzten Prinzipien einer Konsistorialverfassung und einer Synodalverfassung miteinander verbindet“. Zeitgenossen sprachen jedoch vom „kirchlichen Konstitutionalismus“, weil das Modell dem politischen Konstitutionalismus mit seiner Verbindung von repräsentativen und obrigkeitlichen Elementen verwandt war.

## Nachgeschichte und Revisionen
Seit der Einführung der RWKO gab es Bestrebungen, nach ihrem Vorbild auch anderswo in Preußen und Deutschland die Kirchenverfassung umzubauen und so den „kirchlichen Konstitutionalismus“ zu verwirklichen. Auf Anregung von Kultusminister Friedrich Eichhorn ließ König Friedrich Wilhelm IV. deshalb ab 1843 Kreis- und Provinzialsynoden in ganz Preußen über eine Reform der Kirchenverfassung beraten. Als Ergebnis beantragte die Preußische Generalsynode 1846, im gesamten Königreich Presbyterien und Synoden einzurichten und so (in noch einmal abgeschwächter Form) Elemente der Rheinisch-Westfälischen Kirchenordnung zu übernehmen. Dies wurde jedoch vom König zurückgewiesen, weil er die presbyterial-synodale Ordnung ablehnte. Der in Folge der Märzrevolution 1848 eingesetzte Kultusminister Maximilian von Schwerin-Putzar betrieb die Einführung einer presbyterial-synodalen Verfassung für die gesamte Landeskirche, konnte sie aber in seiner kurzen Amtszeit nicht erreichen. So wurde erst unter Kultusminister Adalbert Falk 1873 durch die Kirchengemeinden- und Synodalordnung und 1876 durch die Generalsynodalordnung die Konsistorialverfassung nach dem Vorbild der RWKO durch konsultative Synoden ergänzt. Zuvor waren schon in einigen anderen Territorien (z. B. Herzogtum Oldenburg 1853, Großherzogtum Baden 1861, Königreich Hannover 1864) ähnliche Mischverfassungen eingeführt worden; fast alle anderen folgten bis zum Beginn des 20. Jahrhunderts. Das Vorhandensein von Synoden war eine entscheidende Voraussetzung dafür, dass die Selbstorganisation der evangelischen Kirchen nach dem Ende der Monarchien 1918, mit dem auch das landesherrliche Kirchenregiment endete, relativ reibungslos gelang.
In den Westprovinzen waren jedoch die Anhänger der presbyterial-synodalen Ordnung mit dem erreichten Kompromiss nicht zufrieden und versuchten schon bald nach dem Erlass der Kirchenordnung, auf eine Revision hinzuarbeiten. Zwischen 1848 und 1853 wurde eine Neufassung erarbeitet, die eine Stärkung der presbyterial-synodalen Elemente bedeutet hätte, vom König aber ebenfalls nicht bestätigt wurde. Nur eine Präambel mit Aussagen über den Bekenntnisstand, die in der Kirchenordnung von 1835 gefehlt hatten, wurde 1855 eingefügt und unverändert auch in die nachfolgende Kirchenordnung von 1923 übernommen. Erst 1893 kam es zu einer wichtigen Ergänzung, als für die nur jährlich bzw. alle drei Jahre tagenden Kreis- und Provinzialsynoden Vorstände als permanent agierende Organe geschaffen wurden. Als sich nach dem Wegfall des landesherrlichen Kirchenregiments die Evangelische Kirche der altpreußischen Union neu konstituiert hatte, wurde am 6. November 1923 eine umfassend revidierte Kirchenordnung für die Kirchenprovinzen Rheinland und Westfalen verabschiedet. Die nach dem Ende des Zweiten Weltkriegs verselbständigten Landeskirchen von Westfalen und dem Rheinland gaben sich 1952 bzw. 1953 Kirchenordnungen, in denen der Einfluss der RWKO von 1835 noch deutlich sichtbar blieb.